# Філіпов Іван Іванович
Іван Іванович Філіпов (? — ?) — український радянський діяч, голова правління Української ради промислової кооперації (Укооппромради). Член Ревізійної Комісії КП(б)У в травні 1940 — вересні 1952 року.

## Біографія
Член РКП(б) з 1922 року.
Службовець. Перебував на відповідальній радянській роботі.
У листопаді 1937 — квітні 1949 року — в.о.голови, голова правління (президії) Української ради промислової кооперації (Укооппромради).

## Нагороди
- орден Леніна (23.01.1948)
- ордени
- медалі